# Tây Hòa (huyện)
Tây Hòa là một huyện cũ nằm ở phía nam tỉnh Phú Yên cũ, Việt Nam.

## Địa lý
Huyện Tây Hòa nằm ở phía nam tỉnh Phú Yên, có vị trí địa lý:
- Phía đông giáp thị xã Đông Hòa
- Phía tây giáp huyện Sông Hinh
- Phía nam giáp huyện Vạn Ninh, tỉnh Khánh Hòa
- Phía bắc giáp huyện Phú Hòa và huyện Sơn Hòa.

Huyện Tây Hòa có diện tích 626,17 km², dân số năm 2025 là 138.962 người, mật độ dân số đạt 222 người/km².
Đây là địa phương có dự án Đường cao tốc Chí Thạnh – Vân Phong đang được xây dựng đi qua.

## Lịch sử
Huyện Tây Hòa được thành lập vào ngày 16 tháng 5 năm 2005 trên cơ sở phần phía tây của huyện Tuy Hòa cũ.
Sau khi thành lập, huyện Tây Hòa có 61.043 ha diện tích tự nhiên và 120.617 nhân khẩu, có 11 đơn vị hành chính trực thuộc, gồm các xã: Hòa Bình 1, Hòa Bình 2, Hòa Phong, Hòa Phú, Hòa Mỹ Tây, Hòa Mỹ Đông, Hòa Đồng, Hòa Tân Tây, Hòa Thịnh, Sơn Thành Đông và Sơn Thành Tây.
Ngày 6 tháng 8 năm 2013, chuyển xã Hòa Bình 2 thành thị trấn Phú Thứ (thị trấn huyện lỵ huyện Tây Hòa).
Huyện Tây Hòa có 1 thị trấn và 10 xã như hiện nay.

## Hành chính
Huyện Tây Hòa có 11 đơn vị hành chính cấp xã trực thuộc, bao gồm thị trấn Phú Thứ (huyện lỵ) và 10 xã: Hòa Bình 1, Hòa Đồng, Hòa Mỹ Đông, Hòa Mỹ Tây, Hòa Phong, Hòa Phú, Hòa Tân Tây, Hòa Thịnh, Sơn Thành Đông, Sơn Thành Tây.

## Giao thông
Huyện Tây Hoà có Quốc lộ 29 đi qua.

## Kinh tế
Cơ cấu kinh tế năm 2005:
-Công nghiệp - Xây dựng: 22,88%
-Thương mại - Dịch vụ: 20,52%
-Nông - Lâm - Thủy sản: 56,6%
Tốc độ tăng trưởng GDP: 21,79%/năm (giai đoạn 2000 - 2005). Thu nhập bình quân: 5,1 triệu đồng/người/năm (năm 2005).